# Понимание
Понима́ние — универсальная операция мышления, связанная с усвоением нового содержания, включением его в систему устоявшихся идей и представлений.
В психолингвистике понимание трактуется преимущественно как результат смыслового восприятия речевого сообщения.

## Понимание в философии
Проблемы понимания впервые были подняты в философии неокантианства (Г. Риккерт). Понимание как метод гуманитарных наук было противопоставлено объяснению как методу естественных наук. В современной философии понимание исследует герменевтика.
А. Брудный различал три поля понимания, в рамках которых реализуется три различных способа понимать.
В первом поле: «что есть, то и доказано». Это мир фактов, обладающих достоинством непосредственной действительности, о котором некогда было сказано, что «факты — упрямая вещь». В то же время из-за того, что реальность дана человеку фрагментарно, и она изменчива, понимание требует постоянной достройки в уме «видимого» мира.
Таким образом, первое поле понимания зачастую начинает пересекаться со вторым полем, в котором «что доказано, то и есть». 
Второе поле — это мир доказательных суждений, геометрических теорем и логических задач.
Третье поле — это поле не изолированных значений, а их сложных переплетений — текстов. Латинское textus собственно и значило «связь», «соединение» или «ткань». Под текстом подразумевается связная, компактная, воспроизводимая последовательность знаков или образов, развернутая по стреле времени, выражающая некоторое содержание и обладающая смыслом, в принципе доступным пониманию. Под это определение подпадают разнообразные повествовательные тексты.

## Понимание в семиосоциопсихологии
Платформу для адекватного понимания и взаимопонимания предлагает «семиосоциопсихология» (междисциплинарная научная область, предложенная Т. М. Дридзе), обосновывающая социальную значимость диалогической, субъект-субъектной модели коммуникации, а также наличие в любом целостном, завершённом коммуникативном акте латентной структуры коммуникативно-познавательных программ, ориентированных на интенциональность («равнодействующую мотивов и целей») коммуникатора; разработанный метод интенционального (мотивационно-целевого) анализа позволяет доказательное выделение искомой интенциональности. Понимание связано со «смысловым контактом», то есть с ментальным «освоением» интенциональности коммуникатора, а взаимопонимание — с общением, при котором «смысловые доминанты» понимаются сторонами адекватно (речь идёт не о согласии — только о понимании).
Семиосоциопсихологический подход позволяет преодолеть, казалось бы, непреодолимые противоречия, ограничивающие возможности взаимопонимания (и справедливо отражённые в ряде концепций понимания, декларирующих множественность личностных смыслов), поскольку здесь разведены понятия «смысл» коммуникативного акта и «картина мира» личности. Смысл коммуникативного акта всегда имеет константный характер, его адекватное восприятие ограничено коммуникативной интенцией автора, однако картины мира, складывающиеся в результате восприятия, имеют (и не могут не иметь) личностные нюансы и оттенки. К тому же только в режиме диалога с взаимопониманием возможно уточнить и прояснить формальные и подразумеваемые «разночтения», вызванные индивидуальными способами восприятия, интерпретации и персонализации людьми окружающего их мира.
Семиосоциопсихология внесла в исследовательский арсенал принципиально новый способ дифференциации — по социоментальным характеристикам, или уровню развития коммуникативных навыков, отражающий особенности ориентирования личности в коммуникационных процессах. Благодаря этому снимается ещё одно «непреодолимое» препятствие на пути к конструктивным взаимодействиям: порабощённость знаками и символами, внушаемость, подверженность массовым эффектам, которые действительно свойственны некоторым социоментальным группам, но всё же не всем. Как показывают проведённые эксперименты[какие?], уровень развития коммуникативных навыков поддаётся совершенствованию, что даёт основания говорить о возможности массового социоментального развития наших современников и, следовательно, расширении платформы для взаимопонимания и конструктивных взаимодействий.
Разработанные в рамках семиосоциопсихологии социально-диагностические и социально-проектные технологии, включающие в анализ не только социологические и социально-психологические, но и социоментальные характеристики, дают возможность понимания и прогнозирования социальных процессов, а также возможность их моделирования на основе высокоорганизованной диалогической социокультурной среды.

## Объекты понимания
Информация, сведения, знания об окружающем или внутреннем мире субъекта.
Смысл, передаваемый информацией.

Целостный, завершенный коммуникативный акт.

## Проблемы понимания
- Понимание не является принципиально отличным от мышления самостоятельным психическим процессом. Понимание — это компонент мышления, один из образующих его процессов. Понимание обеспечивает установление связи раскрываемых новых свойств объекта познания с уже известными субъекту, формирование операционального смысла новых свойств объекта и определение их места и роли в структуре мыслительной деятельности.
- Для понимания нового материала (незнакомых фактов, событий и т. д.) человек всегда должен решить определенную мыслительную задачу, так как формирование понимания нового происходит в процессе мыслительной деятельности и оказывается её результатом. Когда же субъекту нужно понять уже известное событие или явление, то понимание совершается без актуального участия мышления — это понимание-вспоминание. Любая форма данного психологического феномена при повторном обращении субъекта к породившей её познавательной ситуации превращается в понимание-вспоминание.
- Одни и те же три формы понимания проявляются и в таких видах мыслительной деятельности, в которых понимание составляет основное психологическое содержание, и в таких, где оно играет вспомогательную роль, оказывается компонентом деятельности. И в том и в другом случае для возникновения анализируемого феномена человек должен решить некоторую мыслительную задачу. То, какая форма понимания возникает у субъекта в конкретной ситуации, обусловлено прежде всего характером мыслительной деятельности: тем, в какие объективные обстоятельства, требующие понимания, попадает человек и какую задачу он решает в этих обстоятельствах.

## В педагогике
Понимание взрослым ребёнка в процессе диалога с ним может способствовать развитию у ребёнка социальных компетенций. При этом способность к пониманию можно развивать.
Понимание в дидактике появляется благодаря дидактической единице. Оно связано с долговременной памятью. «Многоликость» его содержания определяется теми же законами, что и понятия справедливости в праве, стоимости в экономике и истины в теориях. Если понимание не достигнуто, значит нет усвоения учебного материала.